# Weilita
La weilita és un mineral arsenat que pertany a la classe dels fosfats. És l'anàleg mineral amb arsènic de la monetita. Va ser descrita per primera vegada l'any 1963 a partir de tres mostres trobades a diferents llocs i rep el seu nom en honor del mineralogista francès René Weil, professor a la Universitat d'Estrasburg.

## Característiques
La weilita és un arsenat de fórmula química Ca(HAsO₄). Cristal·litza en el sistema triclínic i és de color blanc.
Segons la classificació de Nickel-Strunz, la weilita pertany a «08.AD - Fosfats, etc. sense anions addicionals, sense H₂O, només amb cations de mida gran» juntament amb 29 minerals més, entre els quals es troben: archerita, monazita-(Sm), monetita, nahpoïta, xenotima-(Y), xenotima-(Yb) i ximengita.

## Formació i jaciments
La weilita es forma com a mineral secundari rar en les zones oxidades de filons hidrotermals que contenen arsènic.
Les tres mostres que es van fer servir per descriure la weilita per primera vegada van ser trobades a la mina Gabe Gottes, Haut-Rhin, Alsàcia, França; Wittichen, Baden-Württemberg, Alemanya; i al Districte de Schneeberg, Erzgebirge, Saxònia, Alemanya.
També s'ha trobat a Grand Halleux, Bèlgica; Coleman Township, Ontario, Canadà; Saint Joachimsthal, Bohèmia, República Txeca; Hessen, Alemanya; Bou Azer, Souss-Massa-Draâ, Marroc; Ayer, Valais, Suïssa, Saint John's in the Vale, Anglaterra, Regne Unit; i Adam Peak, Nevada, Estats Units.